# بیردزویل
بیردزویل (به انگلیسی: Birdsville) یک شهرک در استرالیا است که در کوئینزلند واقع شده‌است.